# 中村タイチ
中村 タイチ（なかむら タイチ、1974年7月12日 - ）は、日本の音楽プロデューサー、ギタリスト、作曲家、編曲家。福井県出身。

## 略歴
高校時代に、キーボード（YAMAHA V50)を購入し、コピーバンドを結成。
その後、ヴァン・ヘイレンなどのハードロックバンドやグランジバンドに影響を受けギターも購入。
高校卒業後に音楽専門学校に入学。
その後、ライブサポート活動などをスタートし、現在は音楽プロデューサー・編曲家としての活動を行なっている。

## Works
森山直太朗の編曲はインディーズ時代から3rdアルバムまで全曲担当。『さくら （独唱）』『夏の終わり』『太陽/声』『生きとし生ける物へ』など。

### 2025年
嘉門タツオ - なごり寿司（さびマシマシ）～なごり雪～[2025.3.7]【アレンジ】
ReN - Riot[2025.2.28]【プロデュース・アレンジ・ミックス等】
日暮誠志朗 - Across the Notes[2025.2.9]【アルバム全曲プロデュース・アレンジ・ミックス等】
1.Waving Through a Window (ブロードウェイミュージカル『Dear Evan Hansen』より)
2.Go the Distance (ディズニー映画『ヘラクレス』より)
3.A Whole New World (ディズニー映画『アラジン』より)
4.Imagine
5.The Sound of Silence
6.My Favorite Things (ミュージカル『サウンド・オブ・ミュージック』より)
7.Out There (ディズニー映画『ノートルダムの鐘』より)
8.Over the Rainbow (ミュージカル映画『オズの魔法使い』より)
9.Colors of the Wind (ディズニー映画『ポカホンタス』より)
10.Honesty

### 2024年
Ren - シャンデリア[2024.12.20]【プロデュース・アレンジ・ミックス等】
Aya Emori - くるくるまわる（EP「Start memories」）[2024.12.03]【エンジニア】
Aya Emori - 思い出クローゼット（EP「Start memories」）[2024.12.03]【エンジニア】
Aya Emori - セツナトミライ（EP「Start memories」）[2024.12.03]【エンジニア】
Blossom - 風にまかせて[2024.11.29]【ギター】
やまもとはると - EP旅の途中[2024.9.26]【プロデュース・アレンジ・ミックス等】※全5曲
嘉門タツオ - 鼻から牛乳～令和篇～[2024.9.25]【アレンジ】
いとうまゆ - 不思議なボタン[2024.8.30]【プロデュース・アレンジ・ミックス等】
やまもとはると - エメラルド[2024.8.28]【プロデュース・アレンジ・ミックス等】
やまもとはると - Your Song[2024.7.24]【プロデュース・アレンジ・ミックス等】

### 2009年
真飛聖 - シングルCD「華舞」[2009.1.14]
真飛聖 - 華舞～HanaMai～
(Guitar)
真飛聖 - One
(Arranged,Guitar & Bass & All Other Instruments)
真飛聖 - 三日月
(Arranged,Guitar & Bass & All Other Instruments)

### プロデュース
- 神田莉緒香
- 東京ヴァイオリン
- いきものがかり
- DEPAPEPE
- 藤木直人
- 真飛聖
- THE BABY LEAF
- 臼井嗣人
- より子
- as
- ザ・マスミサイル
- Honey L Days
- 高田夏帆

### 編曲
- DREAMS COME TRUE
- 長渕剛
- 武井咲
- 青山テルマ
- 森山直太朗
- DEPAPEPE
- ベッキー♪♯
- パク・ヨンハ
- 藤木直人
- John-Hoon
- 渡辺美里
- 前田亘輝
- 小柳ゆき
- SS501
- 川嶋あい
- 長瀬実夕
- 坂本真綾
- 岡野宏典
- 安蘭けい
- AQUA5
- 臼井嗣人
- DEL
- Yacht.
- タイナカサチ
- ロクセンチ
- フリーウェイハイハイ
- RAICO
- URURU
- 音速ライン
- 大森洋平
- 藤井隆
- マシュー南
- 桜塚やっくん
- より子
- May'n
- Sausage Butterfly Pasta Festa
- 王光良（マイケル・ウォン）
- ザ・マスミサイル
- as
- 片山さゆり
- elliott
- 中西圭三
- 拝郷メイコ
- 高橋広樹
- 跡部景吾(諏訪部順一)
- ジャニーズWEST
- 映介
- クリアーズ
- 光良

### 曲提供
- 青山テルマ
- 小柳ゆき
- 安蘭けい
- SS501
- AQUA5
- 桜塚やっくん

## アーティスト活動
2011年5月31日インストゥルメンタルカバーアルバム「Deja vu-回想録-」をリリース。ギター、ウクレレ、シタール、ベースなど様々な楽器を自身で演奏した。

## 番組出演
- 遠藤淳 / テレビ東京系（2009年9月-2010年3月）